# Convocazioni per il campionato europeo maschile di calcio 1960
Elenco dei giocatori convocati da ciascuna Nazionale partecipante agli Europei di calcio 1960.

## Cecoslovacchia
Allenatore:  Rudolf Vytlačil
| N. | Pos. | Giocatore          | Data nascita (età) | Pres. | Squadra                |
| -- | ---- | ------------------ | ------------------ | ----- | ---------------------- |
|    | C    | Titus Buberník     | 12 ottobre 1933    | 12    | CH Bratislava          |
|    | A    | Vlastimil Bubník   | 18 marzo 1931      | 9     | RH Brno                |
|    | A    | Milan Dolinský     | 14 luglio 1935     | 8     | CH Bratislava          |
|    | P    | Justín Javorek     | 14 settembre 1936  | 0     | CH Bratislava          |
|    | A    | Andrej Kvašňák     | 19 maggio 1936     | 3     | Spartak Praga Sokolovo |
|    | C    | Josef Masopust     | 9 febbraio 1931    | 32    | Dukla Praga            |
|    | A    | Pavol Molnár       | 13 febbraio 1936   | 19    | CH Bratislava          |
|    | C    | Anton Moravčík     | 3 giugno 1931      | 24    | Slovan Bratislava      |
|    | D    | Ladislav Novák     | 5 dicembre 1931    | 50    | Dukla Praga            |
|    | A    | Ladislav Pavlovič  | 8 aprile 1926      | 13    | Tatran Prešov          |
|    | C    | Svatopluk Pluskal  | 28 ottobre 1930    | 28    | Dukla Praga            |
|    | D    | Ján Popluhár       | 12 agosto 1935     | 16    | Slovan Bratislava      |
|    | D    | František Šafránek | 2 gennaio 1931     | 15    | Dukla Praga            |
|    | P    | Viliam Schrojf     | 2 agosto 1931      | 10    | Slovan Bratislava      |
|    | D    | Jiří Tichý         | 6 dicembre 1933    | 7     | CH Bratislava          |
|    | C    | Josef Vacenovský   | 9 luglio 1937      | 0     | Dukla Praga            |
|    | A    | Josef Vojta        | 19 aprile 1935     | 2     | Spartak Praga Sokolovo |

## Francia
Allenatore:  Albert Batteux
| N. | Pos. | Giocatore           | Data nascita (età) | Pres. | Squadra       |
| -- | ---- | ------------------- | ------------------ | ----- | ------------- |
|    | D    | André Chorda        | 20 febbraio 1938   | 1     | Nizza         |
|    | A    | Yvon Douis          | 16 maggio 1935     | 9     | Le Havre      |
|    | C    | René Ferrier        | 7 dicembre 1936    | 7     | Saint-Étienne |
|    | D    | Robert Herbin       | 30 marzo 1939      | 0     | Saint-Étienne |
|    | A    | François Heutte     | 21 febbraio 1938   | 4     | RC France     |
|    | D    | Robert Jonquet      | 3 maggio 1925      | 57    | Stade Reims   |
|    | P    | Georges Lamia       | 14 marzo 1933      | 5     | Nizza         |
|    | C    | Jean-Jacques Marcel | 13 giugno 1931     | 3     | RC France     |
|    | C    | Lucien Muller       | 3 settembre 1934   | 6     | Stade Reims   |
|    | D    | Bruno Rodzik        | 29 maggio 1935     | 1     | Stade Reims   |
|    | A    | Paul Sauvage        | 17 marzo 1939      | 0     | Stade Reims   |
|    | D    | Robert Siatka       | 20 giugno 1934     | 0     | Stade Reims   |
|    | A    | Michel Stievenard   | 21 settembre 1937  | 0     | Lens          |
|    | P    | Jean Taillandier    | 22 gennaio 1938    | 0     | RC France     |
|    | A    | Jean Vincent        | 29 novembre 1930   | 45    | Stade Reims   |
|    | D    | Jean Wendling       | 29 aprile 1934     | 6     | Stade Reims   |
|    | A    | Maryan Wisnieski    | 1º febbraio 1937   | 18    | Lens          |

## Jugoslavia
Allenatori:  Aleksandar Tirnanić,  Ljubomir Lovrić,  Dragomir Nikolić
| N. | Pos. | Giocatore           | Data nascita (età) | Pres. | Squadra           |
| -- | ---- | ------------------- | ------------------ | ----- | ----------------- |
|    | D    | Tomislav Crnković   | 17 giugno 1929     | 51    | Dinamo Zagabria   |
|    | D    | Vladimir Durković   | 6 novembre 1937    | 13    | Stella Rossa      |
|    | A    | Milan Galić         | 8 marzo 1938       | 7     | Partizan          |
|    | A    | Dražan Jerković     | 6 agosto 1936      | 1     | Dinamo Zagabria   |
|    | D    | Fahrudin Jusufi     | 8 dicembre 1939    | 9     | Partizan          |
|    | A    | Tomislav Knez       | 5 giugno 1935      | 5     | Borac Banja Luka  |
|    | C    | Borivoje Kostić     | 14 giugno 1930     | 19    | Stella Rossa      |
|    | C    | Željko Matuš        | 9 agosto 1935      | 0     | Dinamo Zagabria   |
|    | C    | Jovan Miladinović   | 30 gennaio 1939    | 6     | Partizan          |
|    | C    | Muhamed Mujić       | 25 aprile 1932     | 21    | Velež Mostar      |
|    | C    | Žarko Nikolić       | 16 ottobre 1938    | 2     | Vojvodina         |
|    | C    | Željko Perušić      | 23 marzo 1936      | 7     | Dinamo Zagabria   |
|    | A    | Dragoslav Šekularac | 8 novembre 1937    | 18    | Stella Rossa      |
|    | P    | Milutin Šoškić      | 31 dicembre 1937   | 12    | Partizan          |
|    | P    | Blagoje Vidinić     | 11 giugno 1934     | 4     | Radnički Belgrado |
|    | C    | Ante Žanetić        | 18 novembre 1936   | 7     | Hajduk Spalato    |
|    | C    | Branko Zebec        | 17 maggio 1929     | 61    | Stella Rossa      |

## URSS
Allenatore:  Gavriil Kačalin
| N. | Pos. | Giocatore            | Data nascita (età) | Pres. | Squadra         |
| -- | ---- | -------------------- | ------------------ | ----- | --------------- |
|    | A    | German Apuchtin      | 12 giugno 1936     | 3     | CSKA Mosca      |
|    | A    | Valentin Bubukin     | 23 aprile 1933     | 3     | Lokomotiv Mosca |
|    | D    | Viktor Carëv         | 2 giugno 1931      | 11    | Dinamo Mosca    |
|    | D    | Givi Chokheli        | 27 giugno 1937     | 0     | Dinamo Tbilisi  |
|    | A    | Valentin Ivanov      | 19 novembre 1934   | 26    | Torpedo Mosca   |
|    | P    | Lev Jašin            | 22 ottobre 1929    | 30    | Dinamo Mosca    |
|    | A    | Zaur K'aloevi        | 24 marzo 1931      | 0     | Dinamo Tbilisi  |
|    | D    | Vladimir Kesarev     | 26 febbraio 1930   | 13    | Dinamo Mosca    |
|    | C    | Jurij Kovalëv        | 6 febbraio 1934    | 1     | Dinamo Kiev     |
|    | D    | Anatolij Krutikov    | 21 settembre 1933  | 2     | Spartak Mosca   |
|    | P    | Volodymyr Maslačenko | 5 marzo 1936       | 1     | Lokomotiv Mosca |
|    | D    | Anatolij Maslënkin   | 29 giugno 1930     | 15    | Spartak Mosca   |
|    | A    | Mikheil Meskhi       | 12 gennaio 1937    | 3     | Dinamo Tbilisi  |
|    | A    | Slava Met'reveli     | 30 maggio 1936     | 4     | Torpedo Mosca   |
|    | C    | Igor' Netto          | 9 gennaio 1930     | 35    | Spartak Mosca   |
|    | A    | Viktor Ponedel'nik   | 22 maggio 1937     | 1     | SKA Rostov      |
|    | C    | Jurij Vojnov         | 29 novembre 1931   | 20    | Dinamo Kiev     |